# Бугское (Арбузинский район)
Бу́гское (укр. Бузьке) — село в Арбузинском районе Николаевской области Украины.
Основано в 1711 году. Население по переписи 2001 года составляло 268 человек. Почтовый индекс — 55347. Телефонный код — 5132.

## Местный совет
55300, Николаевская обл., Арбузинский р-н, с. Константиновка, пл. Соборная, 20